# Ponza
Ponza är en ort och kommun på öarna Ponza, Isola Palmarola, Isola di Zannone och Isola di Gavibland i de Pontinska öarna i provinsen Latina i regionen Lazio i Italien. Kommunen hade 3 376 invånare (2018).